# 고양군 (1988년 선거구)
고양군은 대한민국의 옛 국회의원 선거구이다. 당시 경기도 고양군을 관할했다.

## 역사
제13대 국회의원 선거를 앞두고 파주군·고양군 선거구에서 분리되면서 신설되었다.
1992년 2월 1일을 기해 고양군 전 지역이 고양시로 승격되었다. 이로 인해 제14대 국회의원 선거를 앞두고 고양시 선거구로 개편되었다.

## 역대 국회의원
| 선거   | 정당 | 정당         | 의원   |
| ------ | ---- | ------------ | ------ |
| 1988년 |      | 신민주공화당 | 이택석 |

## 역대 선거 결과

### 대한민국 제13대 국회의원 선거
|  | 50.77% |

|  | 20.41% |

|  | 17.96% |

|  | 9.33% |

|  | 1.51% |